# Slow Dancing in the Dark
«Slow Dancing in the Dark» (стилизованно заглавными буквами, с англ. — «Медленный танец в темноте») — песня японского музыканта Joji. Второй сингл с его дебютного альбома Ballads 1. Песня была написана Joji и спродюсирована Патриком Уимберли.
Песня была выбрана DJ Annie Mac для BBC Radio 1 как Hottest Record in the World 18 сентября 2018 года.

## Музыкальное видео
В день релиза также было выпущено музыкальное видео на песню, режиссером которого выступил Джаред Хоган. В клипе показан Миллер в белом смокинге, курящий сигарету и гуляющий ночью по городским улицам, пребывая в грусти. Позже он оказывается в образе сатира со стрелой в спине. Он кашляет кровью, лежа на освещенном танцполе. В конце клипа он падает в лужу крови (этот кадр используется в обложке песни). Визуальный стиль видео был сравнен с режиссерским стилем Дэвида Финчера.

## Ремикс
Акустический ремикс «Slow Dancing in the Dark» был выпущен как сингл 18 октября 2018 года.
Ремикс песни от Mr. Mitch и Loud Luxury был выпущен 9 ноября 2018 года.

## Участники записи
| Оригинальная версия Данные об участниках адаптированы под Tidal. - Джордж Миллер – автор песни, вокал, аранжировка - Патрик Уимберли – продюсер, запись, миксинг, аранжировка - Francisco "Frankie" Ramirez – запись - Chris Athens – мастеринг | Акустический ремикс Данные об участниках адаптированы под Tidal. - Джордж Миллер – продюсер, автор песни, аранжировка - Патрик Уимберли – продюсер, аранжировка - Carol Kuswanto – продюсер - Francisco "Frankie" Ramirez – мастеринг, миксинг, запись |

## Позиции в чартах
| Чарт (2018–19)                        | Высшая позиция |
| ------------------------------------- | -------------- |
| Канада (Canadian Hot 100)             | 68             |
| Новая Зеландия (RMNZ)                 | 4              |
| США Billboard Hot 100                 | 96             |
| США Hot R&B/Hip-Hop Songs (Billboard) | 39             |

## Сертификации
| Регион | Сертификация | Продажи   |
| --- | ------------ | --------- |
| США (RIAA) | Платиновый   | 1 000 000 |
| * Данные о продажах приведены только на основе сертификации. · ^ Данные о тиражах приведены только на основе сертификации. · Данные о продажах + прослушиваниях приведены только на основе сертификации. |              |           |